# FSHB
FSHB (англ. Follicle stimulating hormone beta subunit) – білок, який кодується однойменним геном, розташованим у людей на короткому плечі 11-ї хромосоми. Довжина поліпептидного ланцюга білка становить 129 амінокислот, а молекулярна маса — 14 700.
| 10         |  | 20         |  | 30         |  | 40         |  | 50         |
| ---------- |  | ---------- |  | ---------- |  | ---------- |  | ---------- |
| MKTLQFFFLF |  | CCWKAICCNS |  | CELTNITIAI |  | EKEECRFCIS |  | INTTWCAGYC |
| YTRDLVYKDP |  | ARPKIQKTCT |  | FKELVYETVR |  | VPGCAHHADS |  | LYTYPVATQC |
| HCGKCDSDST |  | DCTVRGLGPS |  | YCSFGEMKE  |  |            |  |            |

A: Аланін

C: Цистеїн

D: Аспарагінова кислота

E: Глутамінова кислота

F: Фенілаланін

G: Гліцин

H: Гістидин

I: Ізолейцин

K: Лізин

L: Лейцин

M: Метіонін

N: Аспарагін

P: Пролін

Q: Глутамін

R: Аргінін

S: Серин

T: Треонін

V: Валін

W: Триптофан

Кодований геном білок за функцією належить до гормонів. 
Секретований назовні.